# Boxing in Barrels
Boxing in Barrels er en amerikansk stumfilm fra 1901.